# Patrick Gilmore (actor)
Patrick Gilmore (Edmonton, Alberta, 1 de junio de 1976) es un actor canadiense conocido por interpretar a Dale Volker en la serie de ciencia ficción Stargate Universo. También ha tenido papeles recurrentes o protagónicos en Battlestar Galactica, Eureka y Viajeros. En 2019, Gilmore tuvo un papel recurrente en la serie Tú, yo y ella.

## Vida personal
Gilmore nació en Edmonton, Alberta, hijo del jugador de hockey profesional Tom Gilmore, que jugaba para los Edmonton Oilers. Su hermano es Scott Gilmore, director ejecutivo y uno de los fundadores de Building Markets. Es también hermanastro de Catherine Mckenna, la ministra canadiense de Infraestructura y Comunidades. Gilmore es graduado de la Universidad de Alberta con un título en literatura inglesa.

## Stargate
Gilmore es uno de los pocos actores que aparece en las tres series de televisión de Stargate, junto con Richard Dean Anderson, Amanda Tapping, Michael Shanks, David Hewlett, Ona Grauer y Gary Jones.
El papel de Gilmore como Volker, creado para la tercera serie (Stargate Universe), comenzó como un personaje secundario simple. La representación de Gilmore impresionó al autor-productor por lo que posteriormente se le dio más tiempo en pantalla (39 episodios), incluida más historia de fondo para su personaje. 

## Filmografía

### Película
| Año  | Película                                  | Función                           | Notas                                      |
| ---- | ----------------------------------------- | --------------------------------- | ------------------------------------------ |
| 2002 | 100 Días en la Jungla                     | Skunk (Steven Brent)              | Película de televisión                     |
| 2004 | Pecados familiares                        | Scott Mathers                     | Película de televisión                     |
| 2004 | Los Delitos de Amor de Gillian Suposición | Cop #2, Angus                     | Película de televisión                     |
| 2005 | Devora                                    | Diputado #1                       |                                            |
| 2005 | Vendiendo Inocencia                       | Karl                              | Película de televisión                     |
| 2005 | Inteligencia                              | Roy                               | Película de televisión                     |
| 2006 | Días finales de Tierra de Planeta         | Spence                            | Película de televisión                     |
| 2006 | El Dulce Fácil                            | Brent                             | Película de televisión                     |
| 2007 | El Último Mimzy                           | Agente de Fuerza de Tarea de FBI  |                                            |
| 2007 | Perdido en la Oscuridad                   | Diputado Mike Webb                | aka Enemigo Dentro, Película de televisión |
| 2007 | Debajo                                    | Randy                             |                                            |
| 2008 | Shred                                     | Lennox                            |                                            |
| 2008 | Cada segundo Cuentas                      | Vet                               | Película de televisión                     |
| 2008 | Novia de compra por catálogo              | Homesteader                       | Película de televisión                     |
| 2009 | El Masculino Mystique                     | Darcy                             |                                            |
| 2009 | Truco 'r Trata                            | Bud El Cameraman                  |                                            |
| 2009 | Qué Remonta                               | Hank Pelzman                      |                                            |
| 2009 | 2012                                      | Agente de Comunicaciones del arca |                                            |
| 2009 | Año del Carnívoro                         | Todd                              |                                            |
| 2009 | Viviendo Fuera de Fuerte                  | Bebido Karaoke Tipo               | Película de televisión                     |
| 2009 | Los mensajes Eliminaron                   | Kanter                            |                                            |
| 2010 | Señor querido Gacy                        | Glen Phillips                     |                                            |
| 2010 | 16 Deseos                                 | Bob Jensen                        | Película de televisión                     |
| 2011 | Recoil                                    | Kirby                             |                                            |
| 2011 | Normal                                    | Enfermero George                  | Película de televisión                     |
| 2011 | Hora de girasol                           | Leslie Humphries                  |                                            |
| 2012 | La Cabaña en el Bosque                    | Hombre lobo Wrangler              |                                            |
| 2013 | 12 Rondas 2: Reloaded                     | Simmons                           |                                            |
| 2015 | Ningún Hombre Allende Este Punto          | Andrew Myers                      |                                            |

### Televisión
| Año           | Programa                 | Función               | Episodio                    |
| ------------- | ------------------------ | --------------------- | --------------------------- |
| 2001          | Mentores                 | Cohete                | “Remembrance Día”           |
| 2003          | Tru Llamando             | Blonde                | “Pasado Tenso”              |
| 2004          | Da Vinci Investigación   | Ned Perdiz            | “Vale Es Oficial”           |
| 2004          | Tocando Mal              | Donnie Hermano-en-Ley | “Boston”                    |
| 2005          | La Zona Muerta           | Doug Driscoll         | “El Último Adiós”           |
| 2006          | Stargate SG-1            | Bernie Ackerman       | “Morpheus"                  |
| 2006          | Salvado                  | Brian                 | “Tango”                     |
| 2006          | Inteligencia             | Roy                   | 2006-2007 (9 Episodios)     |
| 2007          | Eureka                   | Pete Puhlman          | “Imprevisible”              |
| 2007          | Reaper                   | Bobby Hartford        | “Qué aproximadamente Blob?” |
| 2007          | Sobrenatural             | Ken Watson            | “Bedtime Historias”         |
| 2008          | Stargate Atlantis        | Soldado de genios     | “Harmony”                   |
| 2008          | Smallville               | Investigador          | “Odisea”                    |
| 2009          | Battlestar Galactica     | Rafferty              | 2 Episodios                 |
| 2009          | Stargate Universo        | Dale Volker           | 2009-2011 (39 episodios)    |
| 2009          | Desafiando Gravedad      | Trent                 | “Eve Comió la Manzana”      |
| 2009          | Riese                    | Trennan               | recurring (10 episodios)    |
| 2010          | Destrozado               | Brian Veranos         | “Cicatrices”                |
| 2010          | Fleco                    | Diputado Ferguson     | “Paso de noroeste”          |
| 2011          | Bastante Legal           | Douglas Pease         | “Piloto”                    |
| 2011          | El Asesinato             | Tom Drexler           | 4 Episodios                 |
| 2012          | Primeval: Nuevo Mundo    | Blake                 | "Pájaros enojados"          |
| 2013          | Continuum                | Rex                   | "Segunda Piel"              |
| 2014          | Gracepoint               | Pete Lawson           | 6 episodios                 |
| 2014          | Flecha                   | Erlich Kelso          | "Sara"                      |
| 2016-presente | Te Me Le                 | Shaun                 | recurring                   |
| 2016@–2018    | Viajeros                 | David Mailer          | recurring                   |
| 2016          | Cualquier cosa para Amor | Reggie                | Película de televisión      |
| 2019          | Jann                     |                       |                             |